# 笛吹中央病院
笛吹中央病院（ふえふきちゅうおうびょういん）は、山梨県笛吹市にある医療機関である。

## 概要
上尾中央総合病院を中心とする上尾中央医科グループによって2006年（平成18年）6月に開院。病床数は150床（すべて一般病床）であるが、これとは別に血液浄化センターがあり、18床を有している。
笛吹市域には病床数100以上の病院が他に4つ存在するが、いずれも温泉療法を目的とした「温泉病院」であり、一般病床が非常に少なかった。

## 診療科
- 内科
- 小児科
- 呼吸器科
- 消化器科
- 脳神経外科
- 整形外科
- 眼科
- 耳鼻咽喉科
- 麻酔科
- 皮膚科
- 小児科
- 人工透析（血液浄化センター）

## アクセス
- 中央本線石和温泉駅より徒歩20分、タクシー5分。